# Tenskwatawa

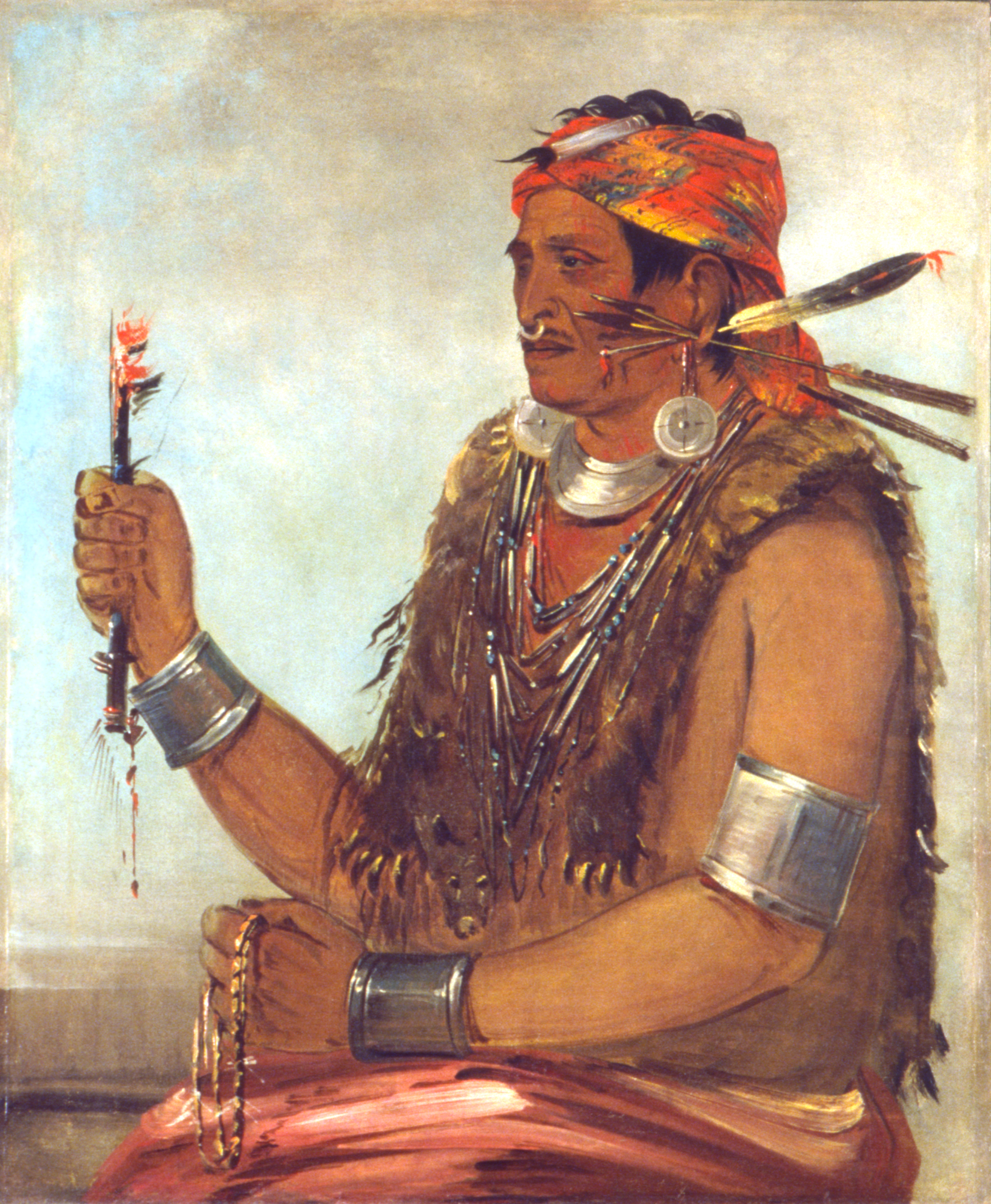
Tenskwatawa, målad 1830 av George Catlin.

Tenskwatawa, född 1775, död 1836, var en religiös och politisk ledare bland shawneerna vilken av sina amerikanska motståndare kallades för the Shawnee Prophet. 

## Lära
Tenskwatawas lära fördömde det amerikanska folket som djävulens barn genom att anknyta till de religiösa idéer som manifesterades redan i Fort Ancient-kulturen, där Stora Ormen kom från havet och stod för det onda. Tenskwatawa förklarade nämligen att amerikanerna kom från havet och var Stora Ormens avkomma. Hans religion hade karaktär av väckelse, shawneer som hade övergått till kristendomen förföljdes och hans anhängare var förbjudna att använda europeiska födoämnen, europeiska kläder och verktyg samt alkohol.

## Tecumsehs krig
Tenskwatawa var bror till Tecumseh, ledare för den politiska och militära konfederation, Tecumsehs konfederation, som skapades med Tenskwatawas väckelse som religiös drivkraft. Genom Tecumsehs krig försökte konfederationen genomföra Tenskwatawas religiösa vision, men den föll sönder när Tecumseh stupade 1813. Genom Tecumseh spred sig Tenskwatawas väckelse till sig ända till creekerna och var en drivande kraft bakom Creekkrigets utbrott 1813.